# Safe Sex - Tutto in una notte
Safe Sex - Tutto in una notte (Trojan War) è un film commedia romantica del 1997 diretto da George Huang.

## Trama
Brad, una sera, ad un festa conosce una bellissima ragazza, di nome Brooke della quale si innamora. Ne parla agli amici Kyle, Josh e Leah, con la quale, in particolare ha un rapporto di amicizia speciale in quanto si conoscono sin da bambini. Leah è innamorata di Brad, il quale, però, sembra avere la mente offuscata da Brooke, la cui immagine non fa altro che perseguitarlo sin dal giorno in cui l'ha conosciuta, e con la quale si perde in una lunga conversazione.
Decidono in seguito di avere un rapporto sessuale, ma Brooke vuole avere un rapporto sicuro; Brad non è però provvisto di preservativo. Si reca quindi a comprarlo, ma è così che iniziano le sue disavventure: incontra dei ragazzi poco raccomandabili, nel negozio in cui si reca, cerca di seminarli, ma gli stanno sempre alle costole per tutta la sera, per non parlare della disavventura con una donna messicana, che si "invaghisce di lui". Tra una peripezia e l'altra perde il preservativo che aveva acquistato.
Intanto Leah, preoccupata per lui, si reca a cercarlo, ma l'impresa diventa sempre più ardua. Dopo diverse ore, la ragazza lo incontra e lo riaccompagna all'altra festa organizzata in casa di Brooke. Brad, dopo essere finalmente riuscito a trovare un altro preservativo, raggiunge Brooke, la quale però non è seriamente innamorata di lui e gli spezza il cuore. Leah si dispiace per l'amico e litiga con Brooke. Alla fine Brad, si rende conto che l'unica vera persona che lui abbia mai amato è l'amica Leah, che ha sempre provato grandi sentimenti per lui. I due si baciano e diventano quindi amanti.